# Na Uy tại Thế vận hội Mùa hè 2012
Na Uy tham dự thế vận hội Mùa hè 2012 tại Luân Đôn từ 27 tháng 7 đến 12 tháng 8 năm 2012. 

## Medalists
| Huy chương | Tên                | Môn thể thao | Sự kiện               | Ngày       |
| ---------- | ------------------ | ------------ | --------------------- | ---------- |
| Bạc        | Bartosz Piasecki   | Fencing      | Men's individual épée | 1 tháng 8  |
| Đồng       | Alexander Kristoff | Cycling      | Men's road race       | 28 tháng 7 |